# Euphyia sultania
Euphyia sultania är en fjärilsart som beskrevs av Eugen Wehrli 1938. Euphyia sultania ingår i släktet Euphyia och familjen mätare. Inga underarter finns listade i Catalogue of Life.